# Decio Canzio
Decio Canzio (Milán, Italia, 27 de octubre de 1930 - ibíd., 4 de enero de 2013) fue un guionista de cómic, director general de empresa y químico italiano.

## Biografía
Trabajó en el mundo de la industria química y de la edición, para luego volverse en el secretario de prensa de la Oficina de Turismo del Ayuntamiento de Milán. En 1971 empezó su larga colaboración con Sergio Bonelli Editore, cuando Sergio Bonelli le encargó la coordenación de la Collana America, una serie de ensayos sobre la historia norteamericana. En 1973 se produjo su debut como historietista, escribiendo varias aventuras del wéstern Il Piccolo Ranger; de este personaje ha sido el segundo autor más prolífico tras su creador, Andrea Lavezzolo.
Durante ese período fue también el curador del tarzánido Akim y de la serie Un uomo un'avventura, para la que guionizó dos novelas gráficas ilustradas por Sergio Toppi: L'uomo del Nilo y L'uomo del Messico. En 1977 debutó como autor de Zagor, escribiendo un total de 16 historias. A principios de los años 1980, fue nombrado director general de la editorial Bonelli, cargo que desempeñó durante tres décadas. En 1994 fueron publicadas dos historias del wéstern Tex escritas por Canzio: "L'oro di Klaatu" e "Il messaggio cifrato" (la segunda junto al colega Claudio Nizzi).